# Біатлон на зимових Азійських іграх 1990
Змагання з біатлону на зимових Азійських Іграх 1990 проводилися в Саппоро (Японія) з 10 по 13 березня у парку Макоманай. Було проведено 3 змагання, які проводилися лише серед чоловіків. Перше місце здобув Китай завдяки двом золотим медалям.

## Медалісти
| Дисципліна           | Золото           | Срібло                   | Бронза                                                     |
| -------------------- | ---------------- | ------------------------ | ---------------------------------------------------------- |
| 10 км, спринт        | Ван Вей'і Китай  | Місао Кодате Японія      | Ацуші Кадзама Японія                                       |
| 20 км, індивідуальна | Сун Венбін Китай | Акіхіро Такідзава Японія | Ван Вей'і Китай                                            |
| 4 × 7,5 км, естафета | Японія           | Китай                    | Південна Корея Кім Йон Ун Кім Сан Ук Сін Йон Сун Кім Ун Кі |

## Таблиця медалей
| Місце                      | Країна         | Золото | Срібло | Бронза | Загалом |
| -------------------------- | -------------- | ------ | ------ | ------ | ------- |
| 1                          | Китай          | 2      | 1      | 1      | 4       |
| 2                          | Японія         | 1      | 2      | 1      | 4       |
| 3                          | Південна Корея | 0      | 0      | 1      | 1       |
| Разом                      | Разом          | 3      | 3      | 3      | 9       |
| Примітка: приймаюча країна |                |        |        |        |         |

## Результати

### 10км, спринт
12 березня
| Місце | Атлет                | Час     |
| ----- | -------------------- | ------- |
| 1     | Ван Вей'і Китай      | 29.47.6 |
| 2     | Місао Кодате Японія  | 30.37.4 |
| 3     | Ацуші Кадзама Японія | 31.47.3 |

### 20км, індивідуальні
10 березня
| Місце | Атлет                    | Час     |
| ----- | ------------------------ | ------- |
| 1     | Сон Венбін Китай         | 1:00.14 |
| 2     | Акіхіро Такідзава Японія | 1:00.51 |
| 3     | Ван Вей'і Китай          | 1:01.00 |

### 4 × 7,5км, естафета
13 березня
| Місце | Атлет                                                      | Час     |
| ----- | ---------------------------------------------------------- | ------- |
| 1     | Японія                                                     | 1:42.39 |
| 2     | Китай                                                      | 1:45.02 |
| 3     | Південна Корея Кім Йон Ун Кім Сан Ук Сін Йон Сун Кім Ун Кі | 2:00.38 |